# Пантотерии
Пантотериите (Pantotheria) са нетаксономична група изчезнали бозайници, живели през мезозоя. В някои стари класификации те са разглеждани като самостоятелен разред, но според съвременните възгледи групата включва видове без филогенетична връзка помежду си. Повечето пантотерии днес са класифицирани в разред Dryolestida.